# Manriki
Manriki ist ein Ort im südlichen Teil des pazifischen Archipels der Gilbertinseln nahe dem Äquator im Staat Kiribati mit einer Landfläche von 0,14 km². 2020 wurden 197 Einwohner gezählt.

## Geographie
Der Ort liegt am Isthmus der Insel Nikunau, südlich des Hauptortes Rungata.

## Klima
Das Klima ist tropisch heiß, wird jedoch von ständig wehenden Winden gemäßigt. Ebenso wie die anderen Orte der südlichen Gilbertinseln wird Manriki gelegentlich von Zyklonen heimgesucht.